# Trichosurus arnhemensis
El Trichosurus arnhemensis es un marsupial nocturno que vive en el norte de Australia. Tiene un pelaje de color gris, con el vientre blanco y una piel rosácea. Puede llegar a medir hasta a 55 cm de largo, sin contar la cola y tiene un tamaño similar al de un gato pequeño. A diferencia de los otras Trichosurus, el Trichosurus arnhemensis no tiene la cola especialmente densa.